# Randall Tobias Schuh
Randall Tobias Schuh (ur. 11 maja 1943 w Corvallis) – amerykański entomolog, specjalizujący się w hemipterologii.

## Życiorys
Urodził się w 1943 roku w Corvallis w stanie Oregon. Jego ojcem był Joe Schuh, również entomolog. Dorastał w Klamath Falls w Oregonie. W 1965 roku zdobył tytuł bakałarza na Oregon State University. Studia kontynuował na Michigan State University, w przerwach letnich pracując na stażu badawczym w National Science Foundation (NSF) pod kierunkiem Johna D. Lattina. W 1967 roku zdobył tytuł magistra. W 1971 roku doktoryzował się na University of Connecticut. W 1978 roku zatrudniony został jako adiunkt na City University of New York, gdzie naucza metodologii systematyki i biogeografii. W 1988 roku zatrudniony został jako adiunkt na Wydziale Entomologii Cornell University. Zasiadał także w komitetach doktorskich na University of Maryland oraz Texas A&M University. Przez długi czas pracował w Amerykańskim Muzeum Historii Naturalnej w Nowym Jorku; w 1974 roku został tam kuratorem nadzwyczajnym, a w 1984 roku kuratorem zwyczajnym; w dodatku w latach 1980–1987 był kierownikiem tamtejszego Wydziału Entomologii, a w latach 1999–2007 kierownikiem Wydziału Zoologii Bezkręgowców.
Jego żoną jest Brenda Massie. Ma z nią jedną córkę, Ellę.

## Praca naukowa
Schuh jest autorem około 100 publikacji naukowych. Dotyczą one głównie systematyki, biogeografii i ekologii tasznikowatych oraz systematyki i filogenezy całego podrzędu pluskwiaków różnoskrzydłych; zajmował się ponadto metodologią systematyki i kladystyki. Opisał jedną nową dla nauki rodzinę, jedną nową podrodzinę, kilka plemion, blisko 100 nowych rodzajów oraz ponad 630 nowych gatunków. Jego zbiór obejmuje ponad 100 tysięcy okazów. Jego dysertacja doktorska poświęcona Orthotylinae i Phylinae liczyła 332 strony, a rewizja Phylinae regionu indo-pacyficznego 462 stron. Stworzył liczący ponad 1300 stron światowy katalog tasznikowatych. Na badania systematyki Orthotylinae i Phylinae uzyskał grant Planetary Biodiversity Inventories o wartości 2,9 mln dolarów, który umożliwił na rozwój Arthropod Easy Capture, internetowej aplikacji do zbierania danych o odłowionych okazach. Z kolei wygranie 4-milionowego grantu Advancing Digitization of Biological Collections pozwoliło mu na utworzenie Tri-TrophicDatabase, bazy danych o fitofagach, porażających je parazytoidach oraz zjadanych przez nie roślinach; baza ta zawiera dane ponad 1,4 milionach okazów pluskwiaków. Wspólnie z Jamsem A. Slaterem napisał kluczowy dla światowej heteropterologii podręcznik True Bugs of the World. Z kolei wspólnie z Andrew Brower napisał podręcznik akademicki Biological Systematics: Principles and Applications.
Schuh zasiadał w redakcjach licznych czasopism naukowych, w tym Systematic Zoology w latach 1977–1979, Journal of the New York Entomological Society w latach 1983–1989 oraz Cladistics w latach 1990–1993. W Entomologica Americana pełnił funkcję redaktora naczelnego. Jest członkiem Entomological Society of America, członkiem założycielem i byłym prezydentem International Heteropterists Society, był też prezydentem New York Entomological Society.

## Upamiętnienie
Na jego cześć nazwano co najmniej 22 gatunki i 5 rodzajów.